# Предраг Живковић Тозовац
Предраг Живковић (Краљево, 22. јануар 1936 — Београд, 6. април 2021), познатији као Тозовац, био је српски певач и композитор народне и фолк музике.

## Биографија
Рођен је у Краљеву (данас Србија, тада Југославија), од оца Светозара Тозе Живковића по којем је и добио надимак и мајке Будимке. Право име му је Предраг Живковић. Отац Тоза је у то време био чувени хармоникаш и држао је кафану у Матарушкој Бањи, где је мали Предраг проводио често своје време слушајући старе народне песме. Оца Тозу су Немци стрељали 1941. године. На хармоници која му је остала од оца, почео је да свира и тако зарађује за хлеб, свирајући на свадбама са само 10 година.
Поред хармонике, научио је да свира бубњеве и трубу. Завршио је гимназију и студије економије. Прве синглове је снимио 11. јуна 1965. године (Олистала шума, Очи су ти тугом преливене, Кад поведем коло моје, Јесен стигла и у наша села).
Постао је познат 1967. године песмом за сингл плочу (песма Миће Милутиновића) Испод липе, крај потока. Исте године снимио је четири сингла у дуету са Силваном Арменулић (Девојчице гарава).
Његова велика популарност почела је од 1971. године, када је победио на Песми лета композицијом Мирјана. Следеће године опет је победио песмом Очи једне жене и потврдио је статус најпопуларнијег певача. Године 1972. отпевао је песму Јеремија, коју су тадашње комунистичке власти сврстале у четничке песме, због чега је био принуђен да се склони код пријатеља у Немачку. Након две године вратио се у Србију, власти су му одузеле пасош, али је Тозовац остао миљеник публике и наставио је да пева.
Поред много одржаних концерата и ТВ емисија певао је и у дуету са: Предрагом Гојковићем Цунетом, Мирославом Илићем, Лепом Лукић, Миром Васиљевић итд. Осамдесетих година, заједно са Предрагом Гојковићем Цунетом и глумицом Златом Петковић био је водитељ чувене Фолк параде.
Октобра 2012. добио је диплому заслужног грађанина града Краљева. 24. августа 2018. године, на концерту одржаном поводом шездесет година Радио-телевизија Србије, уручен му је Златни микрофон Радио Београда.
Одржао је 28. октобра 2012. солистички концерт у Сава центру. Био је велики навијач Црвене звезде.
Преминуо је 6. априла 2021. године од последица ковида 19 и сахрањен је у Алеји заслужних грађана на Новом гробљу у Београду

## Најпознатије песме
- Виолино не свирај
- Влајна
- Данче
- Дозволи ми да те заборавим
- Донеси вина крчмарице
- Иде Миле Лајковачком пругом
- Зоки, Зоруле
- Ја сам лола
- Јеремија
- Љубави моја туго
- Крчмо стара
- Лено, Лено, Магдалено
- Луло моја сребром окована
- Мађарица
- Мирјана
- Овамо цигани
- Очи једне жене
- Празна чаша на мом столу
- Путеви се наши разилазе
- Ти си ме чекала
- Сирома’ сам, ал’ волим да живим
- Скелеџијо на Морави
- Ти си ме чекала
- Ти си туђа жена
- Тражићу љубав нову
- Узми све што ти живот пружа
- Чича пече ракију

## Фестивали
- 1965. Илиџа — Момак Ибро загледао Фату
- 1965. Београдски сабор — Често прођем покрај твоје куће
- 1965. Београдски сабор — Јутрос рано девојчица
- 1969. Песма '69 (у склопу фестивала Београдско пролеће) - А ја хоћу
- 1969. Илиџа — Виолино, не свирај
- 1970. Београдски сабор — Ја сам лола
- 1971. Песма лета — Мирјана, победничка песма
- 1972. Песма лета — Очи једне жене, победничка песма
- 1974. Београдски сабор — Ноћ је тиха
- 1975. Хит парада — Месечина, месечина
- 1976. Хит парада — Не чекај ме мајко
- 1977. Славонија, Славонска Пожега — Дјевојачки хороскоп
- 1978. Славонија, Славонска Пожега — У вајату
- 1983. Хит парада — Ја сам Баја од Мораве
- 1986. Хит парада — Ти си ме чекала
- 1988. Хит парада — Празна чаша на мом столу
- 2018. Сабор народне музике Србије, Београд — Награда националног естрадно-музичког уметника Србије

## Песме компоноване за колеге певаче
- Василија Радојчић: Шта ћу мајко, шта ћу
- Гордана Руњајић: Кад бих смела да ти кажем
- Гордана Стојићевић: Добро јутро, Шумадијо
- Мерима Његомир: Ја те зовем да се вратиш, За растанак обоје смо криви
- Мирјана Бајрактаревић: Друга га милује, Покрај Босне хладне
- Предраг Гојковић Цуне: На растанку пољуби ме
- Силвана Арменулић: Циганине, свирај свирај
- Ацо Пејовић, Сузана Бранковић и Оркестар Александра Софронијевића: Поноћ (заједно са Жељком Јоксимовићем, за потребе филма Тома)[6]